# 度易侯
度易侯（440年—490年），一作易度侯，為4－6世紀建立之吐谷渾第十三任統治者，他為河南王拾寅兒子，承襲河南王擔任首領，在位期間為482年-490年。
度易侯少好星文，常常向刘宋求星书，没有被允许。481年（南齐建元三年），拾寅卒，度易侯继立为王。被南齐封为镇西将军、领护羌校尉，西秦、河州二州刺史、河南王。485年（永明三年），进位车骑大将军，派遣侍郎时真进贡北魏。后来攻打宕昌，被魏孝文帝责备，归还所掠夺人口、财物。死后，儿子伏連籌即位。
| 前任： 拾寅 | 吐谷渾首領 在位期間482年-490年 | 繼任： 伏連籌 |